# Bahnstrecke Kuřim–Veverská Bítýška
| Streckenlänge: | 8,4 km               |                                         |                                         |
| Spurweite: | 1435 mm (Normalspur) |                                         |                                         |
| |                      |                                         |                                         |
| \| \| \| von Brno \| \| \| \| 0,00 \| Kuřim \| Kuřim \| \| \| \| nach Havlíčkův Brod \| \| \| \| 2,5 \| Moravské Knínice früher Mährisch Kinitz \| Moravské Knínice früher Mährisch Kinitz \| \| \| 6,4 \| Chudčice \| Chudčice \| \| \| 8,4 \| Veverská Bítýška \| Veverská Bítýška \| |                      |                                         |                                         |
| Strecke |                      | von Brno                                | von Brno                                |
| Bahnhof | 0,00                 | Kuřim                                   | Kuřim                                   |
| Abzweig ehemals geradeaus und nach rechts |                      | nach Havlíčkův Brod                     | nach Havlíčkův Brod                     |
| Haltepunkt / Haltestelle (Strecke außer Betrieb) | 2,5                  | Moravské Knínice früher Mährisch Kinitz | Moravské Knínice früher Mährisch Kinitz |
| Haltepunkt / Haltestelle (Strecke außer Betrieb) | 6,4                  | Chudčice                                | Chudčice                                |
| Kopfbahnhof Streckenende (Strecke außer Betrieb) | 8,4                  | Veverská Bítýška                        | Veverská Bítýška                        |

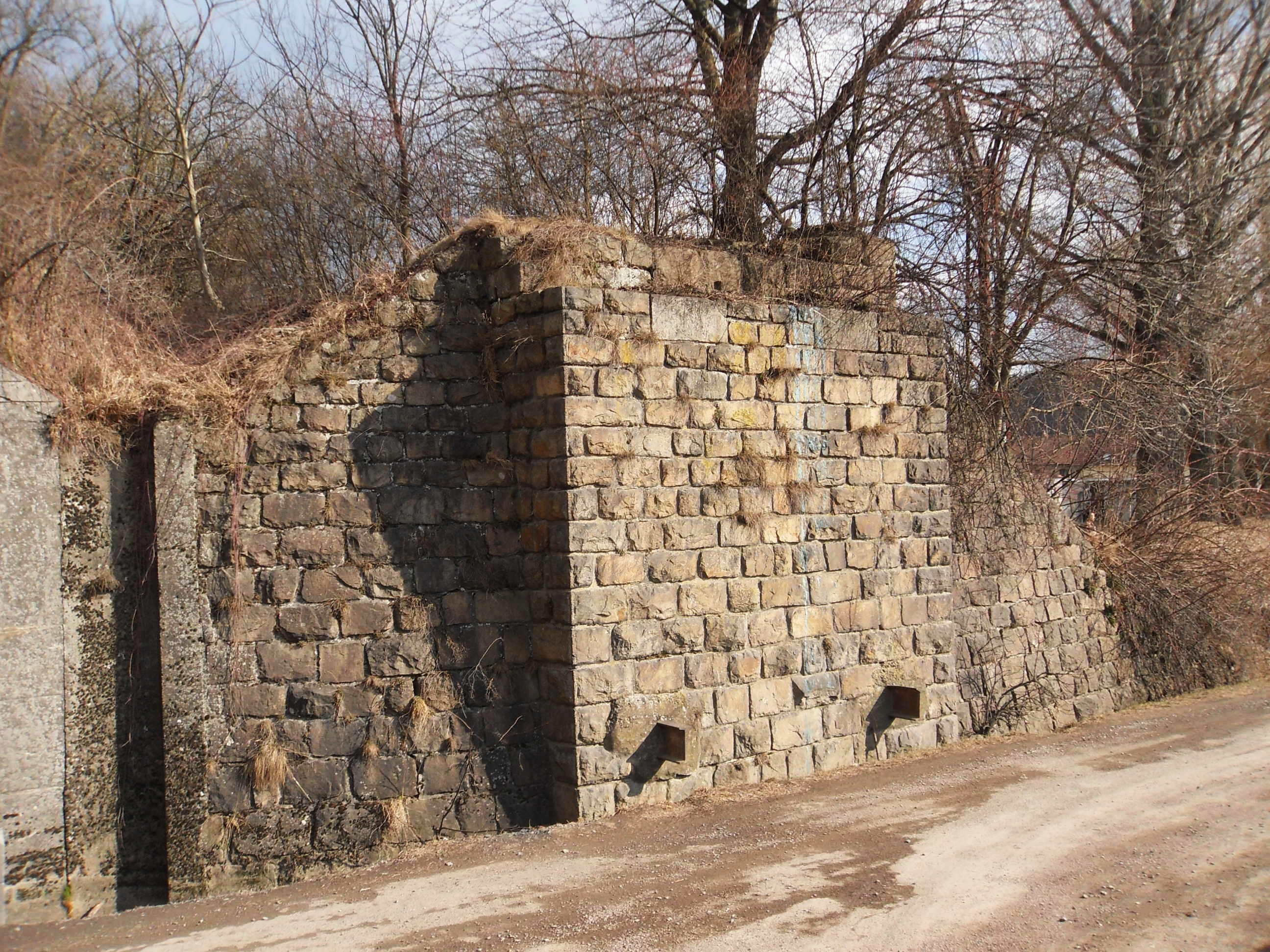
Ehemalige Brücke in Kuřim

Die Bahnstrecke Kuřim–Veverská Bítýška war eine regionale Eisenbahnverbindung in Tschechien, die ursprünglich als Lokalbahn Gurein–Bittischka-Eichhorn (tschech.: Místní dráha Kuřim–Veverská Bítýška) errichtet und betreiben worden war. Die Strecke verlief von Kuřim (Gurein) nach Veverská Bítýška (Eichhorn Bittischka) in Südmähren. Die Strecke wurde 1936 stillgelegt.

## Geschichte
Ein erstes Eisenbahnprojekt zur Anbindung von Veverská Bitýška stammte schon von 1868, als eine Eisenbahnverbindung von Brünn nach Deutschbrod durch das Svratkatal vorgesehen wurde. Diese Strecke wurde später weiter südlich entlang der Bobrava und Jihlava erbaut.
Am 12. September 1910 wurde dem Vizepräsidenten der Napajedler Zuckerfabriksgesellschaft Cyrill Seifert in Napajedl die Konzession „zum Baue und Betriebe einer als normalspurige Localeisenbahn auszuführenden Locomotiveisenbahn von der Station Gurein der k.k. Staatsbahn nach Bittischka Eichhorn“ erteilt. Das Aktienkapital der Gesellschaft betrug insgesamt 518.000 Kronen, aufgeteilt in 1295 Stück Stammaktien zu je 400 Kronen.
Am 16. Februar 1911 wurde die Strecke eröffnet. Den Betrieb führte die Brünner Local-Eisenbahn-Gesellschaft (BLEG) im Auftrag der Lokalbahn Gurein–Bittischka-Eichhorn aus. Im selben Jahre entstand zwischen dem Kaolinwerk Maršov und dem Bahnhof Veverská Bitýška eine Seilbahn, mittels der das Kaolin auf dem Schienenweg transportiert werden konnte.
Der Fahrplan von 1929 weist nur zwei tägliche Zugpaare aus, die für die Gesamtstrecke in beiden Fahrtrichtungen jeweils 22 Minuten benötigten.
Am 3. Oktober 1936 wurde der Verkehr auf der Lokalbahn eingestellt. Am 22. November 1937 wurde die Strecke endgültig stillgelegt, nachdem sämtliche betriebsfähigen Fahrzeuge an die Otrokovicko-zlínsko-vizovická dráha (OZVD) verkauft worden waren.  Die Lokalbahn-Gesellschaft wurde in der Folge aufgelöst.
1940 wurde der Abschnitt Kuřim–Moravské Knínice für den Materialtransport zur Baustelle der Reichsautobahn Wien–Breslau wieder in Betrieb genommen. Nach der Einstellung der Bauarbeiten 1943 diente die Trasse weiter als Anschlussbahn für die unterirdische Fabrik Axinit zur Flugzeugmotorenproduktion der Klöckner-Werke. Erst nach 1945 wurde die Strecke endgültig aufgegeben.

## Fahrzeugeinsatz
Die Lokalbahn Gurein–Bittischka-Eichhorn beschaffte für ihre Strecke zwei vierfachgekuppelte Lokalbahnlokomotiven, wie sie auch von den k.k. Staatsbahnen als Reihe 178 beschafft wurden. Sie erhielten die Nummern 1 und 2.
Nach der Stilllegung der Strecke kam die Nummer 1 zur OZVD und erhielt dort die Nummer 422.901. Beide Lokomotiven gelangten später als 422.0112 und 422.0106 noch in den Bestand der Tschechoslowakischen Staatsbahnen (ČSD). Sie wurden dort erst 1961 bzw. 1963 ausgemustert.